# Beth Ditto
Mary Beth Patterson (sinh ngày 19 tháng 2 năm 1981, nổi bật với nghệ danh Beth Ditto) là một ca sĩ và nhạc sĩ sáng tác người Mỹ, nổi bật nhờ những tác phẩm với ban nhạc indie rock Gossip. Giọng cô được đem so sánh với Etta James, Janis Joplin và Tina Turner. Cô đã giải tán Gossip để theo đuổi sự nghiệp thời trang, rồi bắt đầu sự nghiệp solo. Năm 2022, cô hóa thân thành ca sĩ nhạc đồng quên Gigi Roman trong bộ phim truyền hình Monarch của Fox. Hai năm sau, Gossip chính thức tái lập đội hình hoạt động.

## Thân thế
Ditto lớn lên trong một gia đình nghèo ở Arkansas, miền nam Hoa Kỳ với mẹ, nhiều cha dượng và sáu anh chị em - hai người anh, một chị gái, hai em trai và một em gái. Cô lớn lên ở các nhà thờ của Southern Baptist và Pentecostal, nhưng giờ đây là người vô thần. Năm 13 tuổi, cô chuyển ra khỏi nhà mẹ và tới sống. Năm 1999, cô chuyển đến Olympia, Washington, rồi chuyển đến Portland, Oregon vào năm 2003 và sống ở đây đến năm 2014. Năm 18 tuổi, cô biết đến các ban nhạc như Nirvana, Pearl Jam, The Raincoats và Siouxsie and the Banshees.

## Sự nghiệp

### Sự nghiệp âm nhạc
Ditto là người hát chính cho ban nhạc Gossip từ lúc nhóm thành lập vào năm 1999 cho đến khi giải tán vào năm 2016. Ngoài ra cô cũng tham gia các dự án âm nhạc khác nữa. Năm 2008, cô góp giọng trong đĩa đơn từ thiện "Consequences" của Crisis - một tác phẩm hợp tác của nhiều nghệ sĩ. Năm 2009, cô hát bài "Cruel Intentions" trích từ album hợp tác Temporary Pleasure của cô và Simian Mobile Disco. Năm 2011, cô phát hành đĩa EP Beth Ditto gồm bốn bài, do James Ford và Jas Shaw của Simian Mobile Disco sản xuất, với đơn vị phát hành là hãng mới thành lập Deconstruction Records. Cô hát bài "A Rose by Any Name" trích từ album Ghosts of Download của Blondie. Cây viết Harrod Horatia của The Telegraph bình luận: "Khi mà ban nhạc Gossip gồm ba thành viên chơi thứ nhạc blues giản lược tiết tấu mạnh mẽ của ban nhạc garage, thì nhạc của riêng Ditto lại là nhạc dance u sầu và chất chứa nhiều cảm xúc, lấy cảm hứng từ 'những buổi diễn disco soul ngẫu hứng ở thập niên 80' mà cô yêu quý và nhạc pop-R&B tiết tấu sôi động trong giai đoạn I Wanna Dance With Somebody của Whitney Houston." Năm 2016, Ditto xác nhận sự việc ban nhạc Gossip tan rã là để giúp cô theo đuổi và sự nghiệp thời trang và sự nghiệp solo.

### Sự nghiệp thời trang
Ngày 9 tháng 7 năm 2009, Ditto ra mắt bộ sưu tập quần áo ngoại cỡ đầu tiên với hãng bán lẻ quần áo nữ Evans, nhân dịp hợp tác với trưởng bộ phận thiết kế Lisa Marie Peacock. Ditto mang đến các bản phác thảo và lấy cảm hứng từ những quần áo vintage và bán từ thiện của mình, cũng như các ban nhạc như Blondie, The Slits, Grace Jones và trào lưu nghệ thuật Art Deco. Bộ sưu tập thứ hai của cô với Evans ra mắt vào năm 2010 với chỉ hơn 20 vật phẩm cá nhân. Cây viết Marianne Kirby của The Guardian bình luận rằng: "bộ sưu tập gây phản ứng mãnh liệt với những bộ quần áo biểu tượng" và bộ sưu tập ấy "đã thành công trên thị trường quốc tế". Tháng 10 năm 2010, Ditto khai mạc (làm mẫu) và bế mạc chương trình thời trang xuân năm 2011 của Jean Paul Gaultier, nằm trong khuôn khổ Tuần lễ Thời trang Paris. Tháng 6 năm 2012, Ditto hợp tác với MAC Cosmetics để tạo ra một bộ sưu tập hóa trang.

### Đóng phim

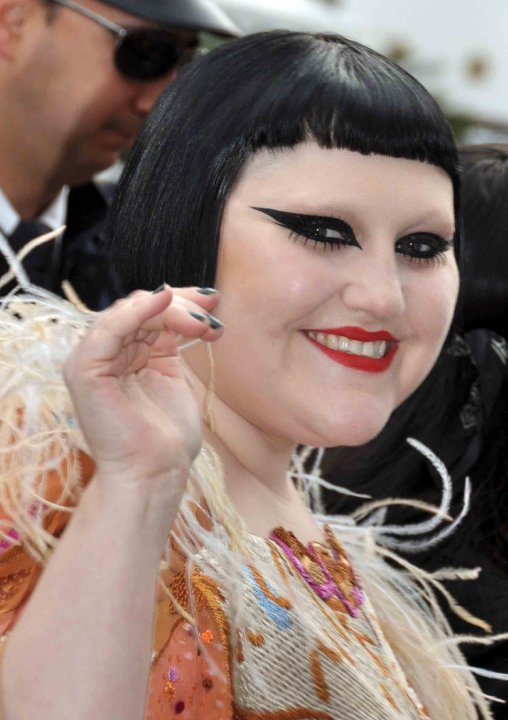
Ditto tại Liên hoan phim Cannes 2010.

Năm 2018, Ditto sắm vai điện ảnh đầu tay trong phim Don't Worry, He Won't Get Far on Foot của Gus Van Sant. Một năm sau, cô được chọn đóng trong On Becoming a God in Central Florida - dự án phim truyền hình của Showtime có sự tham gia diễn xuất của Kirsten Dunst.

### Hoạt động khác
Năm 2006, cô gây nên sự tranh cãi nhẹ khi cho biết mình đã ăn sóc từ lúc nhỏ. Giai đoạn năm 2007–2008, Ditto đóng góp cho chuyên mục tư vấn về hình ảnh cơ thể (được tổ chức hai tuần/lần) cho nhật báo The Guardian với nhan đề 'What would Beth Ditto do?'. Năm 2007, Ditto tạo dáng khỏa thân có mặt trên trang bìa của tạp chí âm nhạc NME. Cây viết Germaine Greer của The Guardian cho rằng tạp chí có "đủ can đảm để đưa người phụ nữ ngầu nhất hành tinh lên trang bìa", song cũng thừa nhận những hạn chế của việc đó. Greer cũng dành lời khen Ditto vì động cơ của của cô, Ditto cho biết "ý định [của cô] là buộc mọi người phải chấp nhận dáng cơ thể của cô, cao 5 ft [1,5 m] và nặng 15 stone [210 lb; 95 kg], nhờ chiến lược này mà [Ditto] thách thức được hình ảnh phụ nữ thông thường".
Tháng 2 năm 2009, tạp chí lối sống Anh Love đăng hình Ditto tạo dáng khỏa thân trên trang bìa của ấn phẩm ra mắt kèm với công tác quảng bá nổi bật trước dư luận. Cây viết Emily Hill của The Guardian tỏ ra hoài nghi về ý định của tạp chí Love. Ấn phẩm viết rằng "Beth Ditto trên tạp chí Love không phải bằng chứng cho thấy sự ghi nhận mới với thời trang, mà là để giải trí, tiêu khiển rồi sự bình thường trở lại". Năm 2012, Ditto phát hành cuốn hồi ký có nhan đề Coal to Diamonds, do cô đồng chắp bút với Michelle Tea. Tác phẩm nhận được những đánh giá tích cực từ The Guardian và NME.

## Đời tư
Ditto đã lên tiếng ủng hộ phụ nữ có thân hình quá khổ có ý nghĩ tích cực về cơ thể và thường xuyên được chụp hình vưới tư cách người mẫu biên tập. Cô nổi bật nhờ những điệu nhảy trên sân khấu cùng hình ảnh độc đáo và hở hang của mình. Cô tự nhận mình là một dân punk nên không sử dụng bất kỳ chất khử mùi hay triệt lông nách nào, cô từng phát biểu: "Tôi nghĩ [đã là dân] punk thì thường có mùi cơ thể." Cô nhắc đến Cyndi Lauper và Boy George là những người ảnh hưởng chung, còn Grace Jones và Peggy Moffitt là những biểu tượng sắc đẹp của mình. Cô cho biết bài hát yêu thích của mình là "Oh Bondage Up Yours!" của X-Ray Spex.

### Xu hướng tình dục và quan hệ tình cảm
Ditto đã công khai mình là queer, cô nổi tiếng nhờ thẳng thắn ủng hộ các hoạt động của LGBT và nữ quyền.  Cô còn chia sẻ: "Những nghệ sĩ tôi yêu như Siouxsie Sioux và Patti Smith lại có những cách thể hiện sự nữ tính rất khác nhau, nhưng họ đều là những dân nữ punk tuyệt vời. Bản chất thực sự của nữ quyền không phải là đáp ứng kỳ vọng của người khác xoay quanh cơ thể hay giới tính của bạn."
Tháng 7 năm 2013, Ditto kết hôn với Kristin Ogata - bạn gái và người bạn cô kết thân từ khi 18 tuổi ở Maui, Hawaii. Hai người đều mặc đồ toàn màu trắng trong lễ cưới: Ditto mặc chiếc váy của Jean Paul Gaultier và đi chân trần, còn Ogata mặc áo vét, áo sơ mi, quần short và đi giày. Tháng 12 năm 2014, tức 17 tháng sau khi hai người lần đầu sánh bước vào lễ đường trong đám cưới, cặp đôi đã kết hôn hợp pháp tại quê nhà ở Oregon, vì họ phải chờ hôn nhân đồng giới được hợp pháp hóa ở nơi đây thì mới làm đám cưới chính thức.
Trong một phỏng vấn vào tháng 3 năm 2018, Ditto thông báo cô và vợ đã chia tay, hiện cô đang hẹn hò với nhạc sĩ Ted Kwo. Trước đó một tháng, cô chia sẻ về mối quan hệ của mình với Kwo (một người công khai là người chuyển giới nam) đã tác động đến cô để cân nhắc về những đặc quyền khi làm phụ nữ dị tính như thế nào. Đặc biệt, cô chia sẻ về sự khác biệt rõ rệt về cách đối xử của Ogata khi ở bên cô: "Tôi luôn lo sợ và luôn được bảo vệ. Đặc quyền của người dị tính là thật."

## Sách

### Sách của Ditto
- Coal to Diamonds: A Memoir, đồng chắp bút với Michelle Tea.
  - New York, NY: Spiegel & Grau, 2012. ISBN 978-0385525916. Hardback.
  - Luân Đônn: Simon & Schuster UK, 2012. ISBN 978-1847372161. Hardback.
  - Luân Đôn: Simon & Schuster UK, 2013. ISBN 978-1847392466. Paperback.

### Sách có Ditto góp bút
- Riot Grrrl: Revolution Girl Style Now! của Nadine Monem. Luân Đôn: Black Dog Publishing, 2007. ISBN 978-1-906155-01-8. Ditto contributes an introduction.[30]

## Danh sách đĩa nhạc

### Album
| Tựa album  | Năm  | Vị trí cao nhất | Vị trí cao nhất | Vị trí cao nhất | Vị trí cao nhất | Vị trí cao nhất | Vị trí cao nhất |
| Tựa album  | Năm  | Úc              | Bỉ              | FRA             | Ý               | Thụy Sĩ         | L.H.Anh         |
| ---------- | ---- | --------------- | --------------- | --------------- | --------------- | --------------- | --------------- |
| Fake Sugar | 2017 | 89              | 51              | 24              | 80              | 11              | 47              |

### EP
| Tựa EP | Năm  | Vị trí cao nhất | Vị trí cao nhất | Vị trí cao nhất | Vị trí cao nhất | Vị trí cao nhất | Vị trí cao nhất |
| Tựa EP | Năm  | Dance Hoa Kỳ    | Úc              | Pháp            | Đức             | Thụy Sĩ         | L.H.Anh         |
| ------ | ---- | --------------- | --------------- | --------------- | --------------- | --------------- | --------------- |
| EP     | 2011 | 9               | 86              | 67              | 78              | 45              | 47              |

### Đĩa đơn

#### Nghệ sĩ thể hiện chính
| Tựa đĩa                          | Năm  | Vị trí cao nhất | Vị trí cao nhất | Vị trí cao nhất | Vị trí cao nhất | Vị trí cao nhất | Album                                        |
| Tựa đĩa                          | Năm  | Bỉ              | Pháp            | Đức             | Thụy Sĩ         | L.H.Anh         | Album                                        |
| -------------------------------- | ---- | --------------- | --------------- | --------------- | --------------- | --------------- | -------------------------------------------- |
| "Temptation" (với Jarvis Cocker) | 2008 | —               | —               | —               | —               | 148             | Đĩa đơn không thuộc album (đĩa đơn từ thiện) |
| "I Wrote the Book"               | 2011 | 6               | 89              | 24              | 59              | —               | EP                                           |
| "Fire"                           | 2017 | —               | —               | —               | —               | —               | Fake Sugar                                   |

#### Nghệ sĩ khách mời
| Tựa đĩa đơn | Năm  | Vị trí xếp hạng cao nhất | Vị trí xếp hạng cao nhất | Vị trí xếp hạng cao nhất | Album                                        |
| Tựa đĩa đơn | Năm  | Bỉ                       | Đức                      | L.H.Anh                  | Album                                        |
| --- | ---- | ------------------------ | ------------------------ | ------------------------ | -------------------------------------------- |
| "Consequences" (Crisis có sự tham gia khách mời của Beth Ditto, Paul Weller, The Enemy, Supergrass và nhiều nhóm nữa) | 2008 | —                        | —                        | 88                       | Đĩa đơn không thuộc album (đĩa đơn từ thiện) |
| "Cruel Intentions" (Simian Mobile Disco hợp tác với Beth Ditto)                                                       | 2010 | —                        | —                        | 142                      | Temporary Pleasure                           |
| "A Rose by Any Name" (Blondie hợp tác với Beth Ditto)                                                                 | 2013 | —                        | —                        | —                        | Ghosts of Download                           |
| "Running Low" (Netsky hợp tác với Beth Ditto)                                                                         | 2014 | 1                        | 100                      | 80                       | Đĩa đơn không nằm trong album                |

### Bài hát do cô trình bày trênMonarch
- "Family Tradition" (với Joshua Sasse, Anna Friel và Iñigo Pascual)
- "How Do I Live" (với Anna Friel)
- "The Card You Gamble" (với Anna Friel)
- "Juice"
- "God Knows"
- "Always on My Mind" (với Trace Adkins)

## Danh sách phim
| Năm  | Tựa phim                              | Vai diễn                 | Ghi chú             |
| ---- | ------------------------------------- | ------------------------ | ------------------- |
| 2016 | Nocturnal Animals                     | Giọng nữ thứ hai trên TV |                     |
| 2018 | Don't Worry, He Won't Get Far on Foot | Reba                     |                     |
| 2019 | On Becoming a God in Central Florida  | Bets Gomes               | Dàn diễn viên chính |
| 2022 | Monarch                               | Gigi Taylor-Roman        | Dàn diễn viên chính |

## Đề cử và giải thưởng
- 2006 – NME – Danh sách nhạc sĩ ngầu nhất – Thắng[44]
- 2007 – Stonewall Awards – Anh hùng của năm – Đề cử[45]
- 2007 – NME Awards – Phụ nữ hấp dẫn nhất năm – Đề cử
- 2007 – Giải âm nhạc Virgin Media – Huyền thoại của năm – Đề cử
- 2007 – PLUG Awards – Nữ nghệ sĩ của năm – Đề cử
- 2008 – Glamour Awards – Nghệ sĩ quốc tế của năm – Thắng
- 2017 – Giải bảng xếp hạng âm nhạc Gay – Lời bài hát trên video xuất sắc nhất cho "In and Out" – Đề cử.[46]